# Färjestads Jubileumslopp
Färjestads Jubileumslopp är ett travlopp för 3-åriga och äldre varmblodstravare som körs på Färjestadstravet i Karlstad i Värmlands län varje år under våren i samband med att banan anordnar V75-tävlingar. Loppet körs som ett försök av Gulddivisionen.
Sedan 2018 års upplaga körs loppet över medeldistansen 2140 meter med autostart (bilstart). Loppets förstapris är 300 000 kronor. År 2018 var det dock 400 000 kr.

## Vinnare
| År   | Häst               | Kusk                 | Tränare           | Odds  | Tid    | Tvåa               | Trea              |
| ---- | ------------------ | -------------------- | ----------------- | ----- | ------ | ------------------ | ----------------- |
| 2024 | H.C.'s Crazy Horse | Per Linderoth        | Daniel Wäjersten  | 20,96 | 1.11,2 | Working Class Hero | Mizai             |
| 2023 | Kuyt F.Boko        | Stefan Persson       | Johan Svensson    | 17,21 | 1.14,6 | Golden Dream M.E.  | Dats So Cool      |
| 2022 | Disco Volante      | Ulf Ohlsson          | Stefan Melander   | 3,25  | 1.12,9 | Nappa Scar         | Hazard Boko       |
| 2021 | Click Bait         | Per Lennartsson      | Stefan Melander   | 2,14  | 1.10,5 | Ragazzo da Sopra   | Handsome Brad     |
| 2020 | Gareth Boko        | Marc Elias           | Conrad Lugauer    | 2,85  | 1.12,6 | Baron Gift         | Reckless          |
| 2019 | On Track Piraten   | Rickard N. Skoglund  | Hans R. Strömberg | 1,39  | 1.13,1 | Phantasm Soa       | Rocky Winner      |
| 2018 | Heavy Sound        | Kenneth Haugstad     | Daniel Redén      | 5,27  | 1.11,1 | Sorbet             | Cyber Lane        |
| 2017 | On Track Piraten   | Johnny Takter        | Hans R. Strömberg | 1,11  | 1.10,7 | Royal Fighter      | Highspeed Call    |
| 2016 | Loppet kördes ej   |                      |                   |       |        |                    |                   |
| 2015 | Arazi Boko         | Christoffer Eriksson | Henrik Södervall  | 14,45 | 1.11,2 | Hard Livin         | Knows Nothing     |
| 2014 | Francais du Gull   | Erik Adielsson       | Erik Lindegren    | 6,32  | 1.11,4 | Baht Launcher      | Dileva Käll       |
| 2013 | Beckman            | Åke Svanstedt        | Åke Svanstedt     | 3,58  | 1.12,8 | Raja Mirchi        | Haraldinho        |
| 2012 | Oracle             | Erik Adielsson       | Stefan Melander   | 8,33  | 1.11,3 | Dileva Käll        | Sanity            |
| 2011 | Marshland          | Örjan Kihlström      | Stefan Hultman    | 3,16  | 1.13,6 | Rutger Raket       | Global Investment |
| 2010 | Beanie M.M.        | Torbjörn Jansson     | Morten Waage      | 2,65  | 1.13,0 | Debbie Brodda      | Star Running      |